# Bartolomé Martí
Bartolomé Martí (Valência, 1430/1440 - Roma, 25 de março de 1500) foi um cardeal do século XV.

## Vida pregressa
Seu primeiro nome também consta como Bartomeu e Bartolomeo; e seu sobrenome como Martín, Martinez e Martini. Ele foi chamado de Cardeal de Segorbe.
Mordomo do Cardeal Rodrigo de Borja, futuro Papa Alexandre VI. Camareiro privado de Sua Santidade.

## Episcopado
Eleito bispo de Segorbe em 27 de setembro de 1473; o rei João II de Aragão solicitou a nomeação de outro candidato para essa sé; um acordo só foi alcançado em 1478; Martí celebrou sínodos diocesanos em 1479 e em Xérica em 8 de junho de 1485; renunciou ao governo da sé em favor de seu sobrinho Juan Marrades, bispo de Toul, em 21 de novembro de 1498; ele manteve a faculdade do retorno; tornou-se novamente bispo de Segorbe após a morte de seu sobrinho, em 1º de novembro de 1499; renunciou novamente à sé em favor de seu sobrinho Gilbert Martí, OSHier., do mosteiro de S. Maria de la Murta; as bulas foram emitidas em 23 de abril de 1500, um mês após a morte do cardeal.
Martí foi para Roma em 1487 e lá permaneceu pelo resto da vida. Recebeu em comenda um mosteiro na diocese de Urgel, em 16 de agosto de 1491. Abade comendatário do mosteiro de Ambournay, arquidiocese de Lyon; ocupou o cargo até sua morte. Chanceler do Cardeal Borja. Mordomo do Palácio Sagrado, agosto de 1492. Mestre da capela pontifícia, 1494. Teve papel ativo nas cerimônias da corte papal, mas nunca desempenhou papel político. Em 27 de janeiro de 1488, foi um dos dois bispos espanhóis da casa do cardeal Borja que recebeu o cardeal Pierre de Foix, le Jeune na entrada de Popolo, Roma. No primeiro domingo do Advento de 1492, celebrou a missa solene na Capela Sistina na presença do Papa e dos cardeais. Em 11 de dezembro de 1492, vários cardeais e amigos do rei da Sicília foram receber Federico de Aragão, que tinha ido a Roma jurar obediência ao novo Papa Alexandre VI em nome de seu pai Fernando; dois prelados da casa papal foram saudá-lo; Dom Martí proferiu o discurso de boas-vindas. O rei Fernando de Espanha procurou a sua influência para o sucesso de vários dos seus negócios na corte romana. No dia 27 de dezembro de 1494, festa de São João Evangelista, celebrou uma missa solene na Capela Sistina. Em 7 de março de 1495, quando o embaixador veneziano, Girolamo Giorgio, chegou a Roma, foi recebido por membros da casa papal e pelos cardeais, e cavalgou entre o arcebispo de Nicósia e o bispo Martí.

## Cardinalato
Criado cardeal-presbítero no consistório de 19 de fevereiro de 1496; recebeu o barrete vermelho e a diaconia de S. Ágata, elevada pro illa vice ao título, em 24 de fevereiro de 1496. Recebeu a sé de Bagnorea em commendam, em 2 de março de 1497; manteve a sé até sua morte. Camerlengo do Sagrado Colégio dos Cardeais, 9 de janeiro de 1499 a 1500. Bispo de Toul, 1499 até sua morte. Em 11 de dezembro de 1499, assistiu ao batizado de Rodrigo, filho de Lucrécia Bórgia, na basílica patriarcal do Vaticano.
Cardeal Martí morreu em Roma em 25 de março de 1500, à meia-noite, após longa doença, em sua casa de Campo Marzio. Enterrado em um sepulcro de mármore na basílica patriarcal do Vaticano, após um suntuoso funeral.